# Фајхтен ан дер Алц
Фајхтен ан дер Алц (њем. Feichten an der Alz) општина је у њемачкој савезној држави Баварска. Једно је од 24 општинска средишта округа Алтетинг. Према процјени из 2010. у општини је живјело 1.188 становника. Посједује регионалну шифру (AGS) 9171116.

## Географски и демографски подаци
Фајхтен ан дер Алц се налази у савезној држави Баварска у округу Алтетинг. Општина се налази на надморској висини од 518 метара. Површина општине износи 17,9 km². У самом мјесту је, према процјени из 2010. године, живјело 1.188 становника. Просјечна густина становништва износи 66 становника/km².